# Bulach (Wüstung)
Bulach ist eine Wüstung auf der Gemarkung des Iphöfer Ortsteils Mönchsondheim im unterfränkischen Landkreis Kitzingen. Das Dorf wurde wahrscheinlich in der zweiten Hälfte des 13. Jahrhunderts aufgegeben. Die Gründe hierfür sind unklar.

## Geografische Lage
Bulach liegt im äußersten Südosten der Mönchsondheimer Gemarkung. Südwestlich befindet sich heute die Nierenmühle, sie ist etwa 450 m von der Wüstungsstelle entfernt. Bulach befindet sich südöstlich des 305 m hohen Hohenberges an dessen Fuß auf einem kleinen Hochplateau. Ein unbenannter Zufluss des Breitbachs verläuft auf dem ehemaligen Gebiet der Siedlung. Im Süden fließt der Breitbach aus Richtung Nenzenheim an der Herrgottsmühle vorbei.

## Geschichte
Der Ortsname verweist auf ein lichtes Buchengehölz in der Nähe. Erstmals erwähnt wurde Bulach in einer Urkunde, die zwischen 1245 und 1272 zu datieren ist. Damals erwarb der Münsterschwarzacher Abt Rudiger von Langheim insgesamt sechs Mansen von Friedrich von Scheinfeld. Das Dorf wurde damals „Bwlach“ genannt. Diese Besitzungen wurden der Benediktinerabtei an der Schwarzach bereits im Jahr 1252 von Papst Innozenz IV. bestätigt. Es tauchte der Zehnt zu „Buoloch“ in den Quellen auf.
Im Jahr 1283 wechselte das Dorf den Besitzer und die Zisterziensermönche von Kloster Ebrach erwarben es. In der Urkunde wurde das Dorf „villa deserta Bulach“ (wüstes Dorf Bulach) genannt, weil die Bewohner vermutlich kurz zuvor die Siedlung verlassen hatten. Dennoch vergab Ebrach weiterhin den Zehnt an verdiente Lehensmänner. So erhielt im Jahr 1285 Heinrich, genannt Decimatori, den Zehnthof in Mönchsondheim und die zugehörigen Abgaben in „Bulach“.
Weitere Nennungen der brachliegenden Siedlungsstelle erfolgten im 14. Jahrhundert. 1359 wurde die „Bulacher mule“ genannt. Sie bestand noch bis ins 18. Jahrhundert. 1518 tauchte sie bei einem Flurumgang neben Weingärten und Wiesen „im cleynn flüerlein bey der Bulessmüle“ auf. Noch 1714 wird sie als die „Buhlachß Mühl“ erwähnt. Allerdings wurde 1784 noch der Nenzenheimer Flurname „auf dem Bullach“ nachgewiesen. Auf Mönchsondheimer Gemarkung ist die Flurlage „Im Bullach“ zu finden.